# Ewa Krzyżewska
Anna Ewa Krzyżewska Kwiatkowska, primo voto Spława-Neyman (ur. 7 lutego 1939 w Warszawie, zm. 30 lipca 2003 w Hiszpanii) – aktorka filmowa i teatralna o polskim i amerykańskim obywatelstwie.
Była aktorką przede wszystkim filmową. Jej uroda i usposobienie powodowały, że reżyserzy obsadzali ją przeważnie w rolach kobiet podszytych wewnętrznym bólem i goryczą, posiadających melancholijny, delikatny i tajemniczy wizerunek .

## Życiorys
W czasie II wojny światowej zmieniała z rodziną miejsce zamieszkania; mieszkała w Warszawie (przy ul. Podchorążych 87) i Międzylesiu, a w 1940 zamieszkała przy ul. Bartosza Głowackiego w Chrzanowie, gdzie uczęszczała do Szkoły Podstawowej nr 3 im. Towarzystwa Przyjaciół Dzieci i do Szkoły Ogólnokształcącej Stopnia Licealnego. Była pilną uczennicą i zdobywała dobre oceny. Podczas występów na szkolnych akademiach ujawniły się jej zdolności aktorskie.
Po wojnie zamieszkała z matką w Krakowie, gdzie w 1956 rozpoczęła studia w Państwowej Wyższej Szkole Teatralnej im. Ludwika Solskiego. Jej uroda została zauważona, kiedy zdjęcie zrobione przez fotografkę Joannę Plewińską zostało zamieszczone na tytułowej okładce „Przekroju” w 1959. Po pierwszym roku studiów, pracując jako praktykantka na planie filmu Kalosze szczęścia, została dostrzeżona przez Janusza Morgensterna (asystenta Andrzeja Wajdy) i zaangażowana do roli barmanki Krystyny Rozbickiej w Popiele i diamencie. Na potrzeby roli odbyła kilkutygodniową praktykę w restauracji „Ratuszowa” we Wrocławiu. Za rolę w tym filmie otrzymała w 1962 nagrodę „Kryształowej Gwiazdy” od Francuskiej Akademii Filmowej.
Po docenionym przez krytyków debiucie, wystąpiła w roli Marii w jugosłowiańskim filmie Veljki Bulajicia Wojna (1960) i choć sam obraz został krytycznie przyjęty przez ekspertów, Krzyżewska zebrała za swój występ przychylne recenzje. Następnie, w 1961 zagrała tytułową rolę gwiazdy filmowej w obrazie Stanisława Możdżeńskiego Zuzanna i chłopcy. W tym samym roku wystąpiła jako Wala, główna bohaterka filmu Tadeusza Konwickiego Zaduszki i za tę rolę uzyskała Nagrodę Polskiej Krytyki Filmowej.
W 1961 ukończyła studia teatralne, jednak dyplom odebrała dopiero we wrześniu 1970. W latach 1962–1967 była aktorką warszawskiego Teatru Dramatycznego. Incydentalnie użyczyła swojego głosu w dubbingu, w kilku obcojęzycznych filmach. W 1963 zaprezentowała się w Londynie podczas galowego seansu w kinie sieci „ODEON” przed królową matką Elżbietą oraz członkami rodziny królewskiej. Była członkinią Stowarzyszenia Filmowców Polskich. W 1963 wystąpiła w teledysku Telewizji Polskiej do piosenki „Narzeczona”, którą wykonał Mieczysław Wojnicki.
Przez widzów zapamiętana została m.in. dzięki roli w barwnym filmie Faraon (1965) Jerzego Kawalerowicza oraz roli w kryminale Zbrodniarz i panna (1963) Janusza Nasfetera. Reżyser Janusz Majewski tak ją scharakteryzował:

Należała do tych aktorek, o których sile oddziaływania decydował już sam wygląd. Niebywale fotogeniczna, miała w sobie to „coś”, co przykuwało wzrok. Otoczona nimbem tajemniczości, była przy tym niezwykle introwertyczna, niechętna do zwierzeń.

W latach 1966–1970 zawiesiła działalność aktorską. Powróciła na wielki ekran drugoplanową rolą w filmie Jerzego Gruzy Dzięcioł (1970) i pierwszoplanową rolą kochanki w Akcji Brutus (1970) Jerzego Passendorfera. Następnie zagrała Zosię w filmie Jak daleko stąd, jak blisko (1971) oraz zdobyła uznanie krytyków dzięki odważnym erotycznym scenom w filmie Janusza Majewskiego Zazdrość i medycyna (1973), gdzie wcieliła się w postać Rebeki. Wkrótce po premierze tego filmu wycofała się ostatecznie z życia artystycznego i wyjechała z mężem do Nowego Jorku, gdzie pracowała m.in. w bibliotece ONZ w Nowym Jorku, a także jako agentka nieruchomości, projektantka mody i kosmetyczka. Wówczas wraz z mężem zmieniła nazwisko na Caron, łatwiejsze do wymówienia przez obcokrajowców, ponadto uzyskała amerykańskie obywatelstwo. W 1989 osiedliła się z mężem w Almuñécar na terenie Hiszpanii.

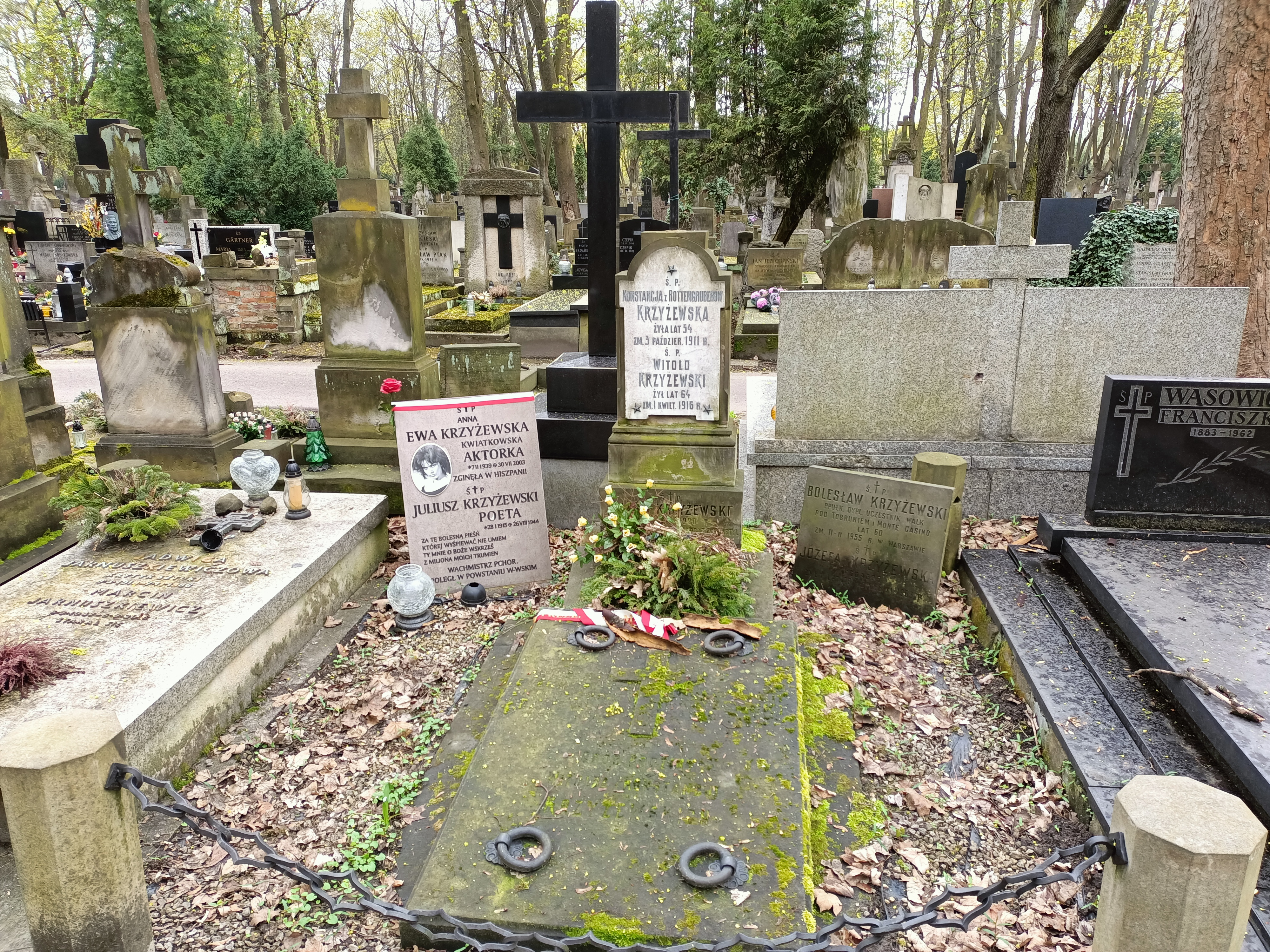
Grób Ewy Krzyżewskiej na cmentarzu Powązkowskim w Warszawie

28 lipca 2003, jadąc wieczorem z mężem (który w szpitalu w Grenadzie przeszedł zabieg chirurgiczny barku) i kierując samochodem marki Mercedes na wąskiej górskiej drodze, uległa wypadkowi drogowemu; zjechała na lewy pas ruchu i zderzyła się z jadącym z przeciwka samochodem marki Audi. W wypadku zginął jej mąż, Bolesław, a Krzyżewska zmarła dwa dni później w szpitalu. Pochowano ją początkowo na cmentarzu w Almuñécar, ale kilka lat później została ekshumowana, a jej prochy przewieziono do Polski, gdzie spoczęły w grobowcu rodziny Krzyżewskich na cmentarzu Powązkowskim w Warszawie (kwatera 85, rząd 5, grób 17/18). Na lewej tablicy tego grobowca, u góry, umieszczono po lewej stronie owalną porcelanową czarno-białą jej fotografię z umieszczoną po prawej stronie inskrypcją.

## Życie prywatne
Była córką Juliusza Waleriana Krzyżewskiego i Marii Stanisławy z Piotrowskich oraz prawnuczką Ludwika Nowakowskiego, powstańca styczniowego. Jej chrzestnymi byli satyryk i poeta Jeremi Przybora oraz stryjenka Ewelina Krzyżewska.
Pierwszym mężem aktorki był Wacław Andrzej Spława-Neyman, pracownik Centrali Handlu Zagranicznego, którego poznała w samolocie lecącym na trasie Warszawa – Belgrad. Ich ślub odbył się 14 października 1960 w krakowskim Urzędzie Stanu Cywilnego, a rozwód nastąpił 19 lipca 1963. W trakcie trwania pierwszego małżeństwa nosiła podwójne nazwisko męża. Po rozwodzie wróciła do nazwiska panieńskiego.
30 czerwca 1971 poślubiła architekta, prawnika i dyplomatę Bolesława Kwiatkowskiego.

## Filmografia

### Aktorstwo

Ewa Krzyżewska jako barmanka Krystyna w filmie Popiół i diament

| Filmy fabularne i etiudy |                                |                                                     |                                                   |
| Rok                      | Tytuł                          | Reżyser                                             | Rola                                              |
| 1958                     | Popiół i diament               | Andrzej Wajda                                       | barmanka Krystyna                                 |
| 1960                     | Rat                            | Veljko Bulajić                                      | Maria                                             |
| 1961                     | Zaduszki                       | Tadeusz Konwicki                                    | Wala                                              |
| 1961                     | Zuzanna i chłopcy              | Stanisław Możdżeński                                | Zuzanna Wiśniewska                                |
| 1963                     | Liczę na wasze grzechy         | Jerzy Zarzycki                                      | Renata                                            |
| 1963                     | Naprawdę wczoraj               | Jan Rybkowski                                       | Teresa, przedstawicielka Zjednoczonych Wydawnictw |
| 1963                     | Zbrodniarz i panna             | Janusz Nasfeter                                     | Małgorzata Makowska                               |
| 1965                     | Faraon                         | Jerzy Kawalerowicz                                  | Hebron                                            |
| 1965                     | Lekarstwo na miłość            | Jan Batory                                          | Honorata                                          |
| 1965                     | Sposób bycia                   | Jan Rybkowski                                       | matka bohatera                                    |
| 1965                     | Poszukiwania na ulicach miasta | Barry Clayton                                       |                                                   |
| 1965                     | Zvony pre bosých               | Stanislav Barabáš                                   | Verona                                            |
| 1966                     | Faust XX                       | Ion Popescu-Gopo                                    | diablica Margueritte                              |
| 1966                     | Piekło i niebo                 | Stanisław Różewicz                                  | diabeł stróż                                      |
| 1966                     | Powrót na ziemię               | Stanisław Jędryka                                   | Wanda-Irena                                       |
| 1966                     | Przedświąteczny wieczór        | Helena Amiradżibi-Stawińska, Jerzy Stefan Stawiński | kochanka Andrzeja                                 |
| 1966                     | Zejście do piekła              | Zbigniew Kuźmiński                                  | Linda, sekretarka Adlera                          |
| 1970                     | Akcja Brutus                   | Jerzy Passendorfer                                  | Anastazja, łączniczka „Boruty”                    |
| 1970                     | Dzięcioł                       | Jerzy Gruza                                         | mieszkanka Warszawy                               |
| 1971                     | Okno zabite deskami            | Janusz Majewski                                     | Anna                                              |
| 1971                     | Liebeserklärung an G.T.        | Horst Seemann                                       | Gisa Tonius                                       |
| 1971                     | Jak daleko stąd, jak blisko    | Tadeusz Konwicki                                    | Zosia                                             |
| 1973                     | Zazdrość i medycyna            | Janusz Majewski                                     | Rebeka Widmarowa                                  |
| Seriale telewizyjne      |                                |                                                     |                                                   |
| 1965                     | Noc inspektora                 | Wladislaw Ikomonow                                  |                                                   |
| 1972                     | Mrtwyc se zawrszta             |                                                     | Helga                                             |
| 1972                     | Das Geheimnis der Anden        | Rudi Kurz                                           | Maja                                              |

### Polski dubbing
| Filmy fabularne |                               |                  |              |
| Rok             | Tytuł                         | Reżyser dubbingu | Rola         |
| 1964            | Winnetou II: Ostatni renegaci | Jerzy Twardowski | Ribanna      |
| 1965            | Zbrodnia doskonała            | Maria Olejniczak | Gina Bianchi |

## Teatr
| Role teatralne           |                                     |                    |                             |                 |                               |
| Rok                      | Sztuka                              | Autor              | Reżyser                     | Rola            | Teatr                         |
| 1962                     | Elektra                             | Sofokles           | Mieczysław Górkiewicz       | Klitajmestra    | PWST Kraków                   |
| 1962                     | Hamlet                              | William Szekspir   | Gustaw Holoubek             | Ofelia          | Teatr Dramatyczny w Warszawie |
| 1963                     | Dziewiąty sprawiedliwy              | Jerzy Jurandot     | Ludwik René                 | Tamar           | Teatr Dramatyczny w Warszawie |
| 1963                     | Śmierć porucznika                   | Sławomir Mrożek    | Aleksander Bardini          |                 | Teatr Dramatyczny w Warszawie |
| 1964                     | Don Juan, czyli miłość do geometrii | Max Frisch         | Ludwik René                 | Donna Anna      | Teatr Dramatyczny w Warszawie |
| 1965                     | Po upadku                           | Arthur Miller      | Ludwik René                 | Elsie           | Teatr Dramatyczny w Warszawie |
| Role w Teatrze Telewizji |                                     |                    |                             |                 |                               |
| 1964                     | Pantofelki z krokodyla              | Branislav Crnčević | Slavoljub Stefanović Ravasi | Cecylia Bay-Bay |                               |

## Upamiętnienie
- Wizerunek Ewy Krzyżewskiej, można było znaleźć na wielu tytułowych okładkach polskich i zagranicznych czasopism filmowych, m.in.: „Positif” (1959), „Film Spiegel” (1970), „Film” (1970, 1973), „Ekran” (1974) czy „Treffpunkt Kino” (1975)[29]
- Jej biografia ukazana została w pozycji książkowej napisanej przez Jana Romualda Krzyżewskiego[30]  i zatytułowanej Krzyżewscy: sekrety starej skrzyni[31]
- W piętnastą rocznicę śmierci aktorki, w holu I LO w Chrzanowie, którego była uczennicą, wmurowana została okolicznościowa tablica pamiątkowa, jej poświęcona[3]. Na uroczystość odsłonięcia tablicy w dniu 21 czerwca 2018, przybyła z Las Vegas jej pasierbica Beata Kwiatkowska[3]
- W Miejskiej Bibliotece Publicznej w Chrzanowie, od 20 czerwca do 31 lipca 2018, prezentowano wystawę z pozostałymi po aktorce pamiątkami oraz planszami z okładkami czasopism z jej wizerunkiem[32]